# Holm Mauritz
Holm Mauritz (* 25. April 1956) ist ein ehemaliger deutscher Fußballtorwart.

## Leben

### Spielerkarriere
Mauritz spielte im Seniorenbereich in der zweiten Mannschaft von Hannover 96. 1981 wechselte er zu TuS Hessisch Oldendorf, wo er sich auf Anhieb als Stammtorhüter etablierte. Am Ende der Saison setzte sich die Mannschaft als Meister der Verbandsliga Niedersachsen in der Aufstiegsrunde unter anderem gegen seinen Ex-Klub durch und stieg in die Oberliga Nord auf.
1984 wechselte er zum Ligakonkurrenten TSV Havelse. Mit dem Klub aus Garbsen gewann er 1989 die Meisterschaft in der Oberliga Nord. In der Aufstiegsrunde zur 2. Bundesliga scheiterte Havelse unter anderem am MSV Duisburg und Preußen Münster und belegte den letzten Platz. In der folgenden Saison qualifizierte sich der Klub als Vizemeister erneut die Aufstiegsrunde und stieg gemeinsam mit Meister VfB Oldenburg in die 2. Liga auf.  Dort bestritt Mauritz 33 Spiele für den TSV Havelse, darunter auch beide Partien gegen Hannover 96, die jeweils mit 1:2´verloren wurden. Nach dem Abstieg des TSV beendete Mauritz seine aktive Laufbahn als Spieler.

### Nach der Karriere
Mauritz, der hauptberuflich im Facilitymanagement der Sparkasse Hannover arbeitete, war seit 2011 Trainer an der Fußballschule von Hannover 96 und leitete Fußball-Camps für Kinder. Im Oktober 2014 fiel Mauritz nach einer als harmlos geltenden Schulteroperation im  Friederikenstift in Hannover ins Koma. Als er nach vier Tagen erwachte, war er linksseitig gelähmt.
Obwohl auf den Rollstuhl angewiesen, begann Mauritz im August 2016 in der Fußballschule von Hannover 96 wieder damit, Kinder zu trainieren. Im Frühjahr 2022 erlitt Mauritz einen Herzinfarkt.
Er lebt mit seiner Familie in Dedensen, einem Ortsteil von Seelze.